# Teratojana flavina
Teratojana flavina är en fjärilsart som beskrevs av Erich Martin Hering 1937. Teratojana flavina ingår i släktet Teratojana och familjen Eupterotidae. Inga underarter finns listade i Catalogue of Life.